# EM i håndbold 1998 (mænd)
Europamesterskabet i håndbold for herrer i 1998 var det tredje EM i håndbold for mænd, og slutrunden, som havde deltagelse af 12 hold, blev afholdt i Italien i perioden 29. maj – 7. juni 1998.
Mesterskabet blev vundet af Sverige, som i finalen vandt 25-23 over Spanien. Det var Sveriges anden EM-titel – den første blev vundet ved det første EM i 1994 – og Spanien vandt sølvmedaljer for andet EM i træk. Bronzemedaljerne gik til Tyskland, der dermed for første gang i EM sluttede blandt de tre bedste hold. I bronzekampen vandt tyskerne 30-28 over de forsvarende europamestre fra Rusland.
Danmark formåede ikke at kvalificere sig til slutrunden. I den afgørende kvalifikationsgruppe endte danskerne kun på tredjepladsen efter Ungarn og Sverige, og kun de to bedste hold gik videre til slutrunden.

## Kvalifikation
Danmark kvalificerede sig ikke, da de endte som treer i deres kvalifikationsgruppe efter Ungarn og Sverige.

## Slutrunde

### Format
Slutrunden havde deltagelse af tolv landshold. Holdene var blevet inddelt i to grupper med seks hold, der spillede alle-mod-alle. De to bedste hold fra hver gruppe gik videre til semifinalerne. De to treere gik videre til placeringskampen om 5.-pladsen, mens de to firere gik videre til kampen om 7.-pladsen. Holdene, der sluttede på 5.-pladsen i grupperne, spillede om 9.-pladsen, mens placeringerne 11-12 blev afgjort i en kamp mellem de to hold, der sluttede på sidstepladserne i de to grupper.

### Indledende runde
| Dato  | Kamp                   | Res.  |
| ----- | ---------------------- | ----- |
| 29.5. | Frankrig - Litauen     | 20-20 |
| 29.5. | Jugoslavien - Italien  | 26-19 |
| 29.5. | Tyskland - Sverige     | 20-21 |
| 30.5. | Litauen - Jugoslavien  | 22-30 |
| 30.5. | Sverige - Frankrig     | 25-22 |
| 30.5. | Italien - Tyskland     | 18-26 |
| 1.6.  | Frankrig - Italien     | 23-22 |
| 1.6.  | Jugoslavien - Tyskland | 22-29 |
| 1.6.  | Litauen - Sverige      | 21-27 |
| 3.6.  | Jugoslavien - Sverige  | 19-29 |
| 3.6.  | Tyskland - Frankrig    | 30-23 |
| 3.6.  | Italien - Litauen      | 18-19 |
| 4.6.  | Sverige - Italien      | 28-29 |
| 4.6.  | Tyskland - Litauen     | 20-18 |
| 4.6.  | Frankrig - Jugoslavien | 22-28 |

| Gruppe A    | Kampe | Mål     | Point |
| ----------- | ----- | ------- | ----- |
| Sverige     | 5     | 130-111 | 8     |
| Tyskland    | 5     | 125-102 | 8     |
| Jugoslavien | 5     | 125-121 | 6     |
| Frankrig    | 5     | 110-125 | 3     |
| Litauen     | 5     | 100-115 | 3     |
| Italien     | 5     | 106-122 | 2     |

| Dato  | Kamp                  | Res.  |
| ----- | --------------------- | ----- |
| 29.5. | Kroatien - Spanien    | 18-18 |
| 29.5. | Ungarn - Makedonien   | 29-20 |
| 29.5. | Rusland - Tjekkiet    | 22-21 |
| 31.5. | Spanien - Ungarn      | 27-17 |
| 31.5. | Tjekkiet - Kroatien   | 24-30 |
| 31.5. | Makedonien - Rusland  | 26-26 |
| 1.6.  | Kroatien - Makedonien | 28-21 |
| 1.6.  | Ungarn - Rusland      | 20-23 |
| 1.6.  | Spanien - Tjekkiet    | 35-22 |
| 3.6.  | Ungarn - Tjekkiet     | 27-25 |
| 3.6.  | Rusland - Kroatien    | 29-14 |
| 3.6.  | Makedonien - Spanien  | 19-26 |
| 4.6.  | Tjekkiet - Makedonien | 38-18 |
| 4.6.  | Rusland - Spanien     | 27-29 |
| 4.6.  | Kroatien - Ungarn     | 27-28 |

| Gruppe B   | Kampe | Mål     | Point |
| ---------- | ----- | ------- | ----- |
| Spanien    | 5     | 135-103 | 9     |
| Rusland    | 5     | 127-110 | 7     |
| Ungarn     | 5     | 121-122 | 6     |
| Kroatien   | 5     | 117-120 | 5     |
| Tjekkiet   | 5     | 130-132 | 2     |
| Makedonien | 5     | 104-147 | 1     |

### Placeringskampe
| Kamptype           | Dato | Kamp                 | Res.  |
| ------------------ | ---- | -------------------- | ----- |
| Kamp om 11.pladsen | 6.6. | Italien - Makedonien | 27-26 |
| Kamp om 9.pladsen  | 6.6. | Litauen - Tjekkiet   | 38-36 |
| Kamp om 7.pladsen  | 6.6. | Frankrig - Kroatien  | 30-28 |
| Kamp om 5.pladsen  | 6.6. | Jugoslavien - Ungarn | 32-24 |

### Semifinaler
| Dato | Kamp               | Res.  |
| ---- | ------------------ | ----- |
| 6.6. | Sverige - Rusland  | 27-24 |
| 6.6. | Spanien - Tyskland | 29-22 |

### Bronzekamp
| Dato | Kamp               | Res.  |
| ---- | ------------------ | ----- |
| 7.6. | Tyskland - Rusland | 30-28 |

### Finale
| Dato | Kamp              | Res.  |
| ---- | ----------------- | ----- |
| 7.6. | Spanien - Sverige | 23-25 |

### Medaljevindere
| Guld | Sølv | Bronze |
| Sverige | Spanien | Tyskland |
| Jan Stankiewicz Peter Gentzel Anders Lindqvist Robert Hedin Magnus Wislander Ola Lindgren Staffan Olsson Henrik Andersson Andreas Larsson Ljubomir Vranjes Martin Boquist Stefan Lövgren Robert Andersson Thomas Sivertsson Martin Frändesjö Marcus Wallgren Johan Pettersson Pierre Thorsson | David Barrufet Andrei Chepkin José A. Delgado Talant Dujsjebaev Jaume Fort Rafael Guijosa Demetrio Lozano Alberto Martin Jordi Nunez Iosu Olalla Antonio Ortega Mariano Ortega Jose Luiz Perez Juan Perez Antonio Ugalde Alberto Urdiales | Markus Baur Mike Bezdicek Henning Fritz Jan Holpert Heiko Karrer Stefan Kretzschmar Nils Lehmann Holger Löhr Klaus-Dieter Petersen Martin Schwalb Christian Schwarzer Henning Siemens Daniel Stephan Bogdan Wenta Henning Wiechers Aaron Ziercke |